# Diasemiopsis
Diasemiopsis is een geslacht van vlinders van de familie van de grasmotten (Crambidae), uit de onderfamilie van de Spilomelinae. De wetenschappelijke naam van dit geslacht is voor het eerst voorgesteld door Eugene Gordon Munroe in een publicatie uit 1957.
Het geslacht Diasemiopsis is monotypisch, dat wil zeggen dat het maar één soort heeft namelijk Diasemiopsis ramburialis (Duponchel, 1834), de agaatlichtmot.